# 栃纒勇光
栃纒 勇光（とちまとい ゆうこう、1959年（昭和34年）1月30日 - 2012年（平成24年）1月7日）は、神奈川県川崎市幸区出身で春日野部屋に所属した大相撲力士。本名は今井 勇治（いまい ゆうじ）。現役時代の体格は179cm、173kg。最高位は東前頭11枚目（1986年3月場所）。得意手は突き、押し、小手投げ。
なお、四股名は栃纏は誤りで、栃纒が正しい（まだれではなくがんだれ）。

## 来歴・人物
中学卒業後、春日野部屋に入門し、1975年（昭和50年）1月場所で初土俵を踏んだ。
典型的なアンコ型力士で、立合いからの激しいぶちかましの他、突きと押しに威力があった。幕下で長く停滞した時期もあったが、稽古熱心で知られ、また初っ切りが好評で、特に同部屋の栃湊攻弌（最高位・幕下）との初っ切りはあんこ型とそっぷ型（栃湊の体重は76.5kg）で人気を博した。
四股名の「栃纒」は亡くなった父が鳶職であったことからその所縁でつけたしこ名、なお、栃纒の化粧回しは「足でまとい会」から贈られている。
その後、1982年（昭和57年）1月場所で十両昇進、1985年（昭和60年）5月場所で新入幕を果たした。
しかし、子供のころ交通事故で怪我をした足が左右多少長さが違う事から土俵上では下半身のバランスが悪く、また痛風の持病のため、幕内では1度も勝ち越すことができなかった。幕下陥落後には巡業で、再び初っ切りを行っていた。
1988年（昭和63年）7月場所以降は関取に復帰できず、東幕下21枚目に在位した1989年（平成元年）3月場所限り、30歳で廃業。断髪式は、4歳年上の兄弟子・栃剣（元前頭2。こちらも栃纒と同様、引退後は、日本相撲協会に残らなかった）と合同で行った。
廃業後、1991年（平成3年）から仙台市でスナック「足手纒」を経営していた。
2012年（平成24年）1月7日、敗血症のため死去。52歳没。

## 主な成績・記録
- 現役在位：85場所
- 通算成績：405勝385敗13休 勝率.514
- 幕内在位：2場所
- 幕内成績：7勝23敗 勝率.233
- 各段優勝
  - 十両優勝：1回（1987年1月場所）

### 場所別成績
| | 一月場所 初場所（東京） | 三月場所 春場所（大阪） | 五月場所 夏場所（東京） | 七月場所 名古屋場所（愛知） | 九月場所 秋場所（東京） | 十一月場所 九州場所（福岡） |
| --- | ----------------------- | ----------------------- | ----------------------- | --------------------------- | ----------------------- | --------------------------- |
| 1975年 （昭和50年） | （前相撲）              | 東序ノ口20枚目 3–4      | 東序二段108枚目 3–4     | 西序二段114枚目 5–2         | 東序二段77枚目 4–3      | 西序二段53枚目 3–4          |
| 1976年 （昭和51年） | 西序二段69枚目 6–1      | 西三段目77枚目 3–4      | 東序二段3枚目 3–4       | 西序二段19枚目 6–1          | 東三段目56枚目 3–4      | 西三段目69枚目 6–1          |
| 1977年 （昭和52年） | 西三段目22枚目 5–2      | 西幕下54枚目 3–4        | 西三段目5枚目 4–3       | 東幕下50枚目 3–4            | 西三段目筆頭 3–4        | 東三段目10枚目 2–5          |
| 1978年 （昭和53年） | 西三段目33枚目 4–3      | 東三段目21枚目 5–2      | 西幕下53枚目 4–3        | 西幕下42枚目 4–3            | 東幕下31枚目 5–2        | 西幕下16枚目 4–3            |
| 1979年 （昭和54年） | 西幕下12枚目 4–3        | 東幕下8枚目 2–5         | 西幕下28枚目 2–5        | 西幕下45枚目 5–2            | 西幕下25枚目 3–4        | 西幕下34枚目 3–4            |
| 1980年 （昭和55年） | 西幕下42枚目 6–1        | 西幕下15枚目 5–2        | 西幕下5枚目 1–6         | 東幕下27枚目 3–4            | 西幕下35枚目 5–2        | 西幕下21枚目 5–2            |
| 1981年 （昭和56年） | 西幕下9枚目 3–4         | 東幕下14枚目 4–3        | 東幕下8枚目 3–4         | 東幕下13枚目 6–1            | 西幕下3枚目 4–3         | 東幕下筆頭 4–3              |
| 1982年 （昭和57年） | 西十両10枚目 3–6–6      | 西幕下7枚目 0–0–7       | 西幕下7枚目 1–6         | 東幕下30枚目 5–2            | 東幕下16枚目 3–4        | 東幕下25枚目 4–3            |
| 1983年 （昭和58年） | 西幕下17枚目 5–2        | 西幕下7枚目 3–4         | 西幕下16枚目 6–1        | 西幕下2枚目 5–2             | 西十両11枚目 2–13       | 東幕下9枚目 3–4             |
| 1984年 （昭和59年） | 西幕下17枚目 5–2        | 東幕下10枚目 5–2        | 西幕下4枚目 5–2         | 西十両12枚目 10–5           | 西十両4枚目 7–8         | 東十両6枚目 9–6             |
| 1985年 （昭和60年） | 東十両4枚目 9–6         | 東十両筆頭 10–5         | 西前頭12枚目 6–9        | 西十両3枚目 8–7             | 西十両2枚目 6–9         | 西十両8枚目 9–6             |
| 1986年 （昭和61年） | 西十両3枚目 11–4        | 東前頭11枚目 1–14       | 西十両9枚目 6–9         | 西十両13枚目 8–7            | 東十両10枚目 7–8        | 東十両12枚目 8–7            |
| 1987年 （昭和62年） | 東十両10枚目 優勝 10–5  | 東十両4枚目 8–7         | 東十両3枚目 7–8         | 東十両5枚目 8–7             | 東十両3枚目 6–9         | 東十両7枚目 6–9             |
| 1988年 （昭和63年） | 西十両11枚目 8–7        | 東十両8枚目 6–9         | 西十両11枚目 3–12       | 東幕下8枚目 3–4             | 西幕下14枚目 3–4        | 東幕下23枚目 4–3            |
| 1989年 （平成元年） | 西幕下15枚目 3–4        | 東幕下21枚目 引退 1–6–0 | x                       | x                           | x                       | x                           |
| 各欄の数字は、「勝ち-負け-休場」を示す。 優勝 引退 休場 十両 幕下 三賞：敢=敢闘賞、殊=殊勲賞、技=技能賞 その他：★=金星 番付階級：幕内 - 十両 - 幕下 - 三段目 - 序二段 - 序ノ口 幕内序列：横綱 - 大関 - 関脇 - 小結 - 前頭（「#数字」は各位内の序列） |                         |                         |                         |                             |                         |                             |

## 幕内対戦成績
| 力士名 | 勝数 | 負数 | 力士名   | 勝数 | 負数 | 力士名 | 勝数 | 負数 | 力士名   | 勝数 | 負数 |
| ------ | ---- | ---- | -------- | ---- | ---- | ------ | ---- | ---- | -------- | ---- | ---- |
| 青葉城 | 0    | 1    | 板井     | 1    | 0    | 巨砲   | 1    | 0    | 魁輝     | 1    | 1    |
| 霧島   | 0    | 2    | 麒麟児   | 0    | 1    | 高望山 | 0    | 1    | 佐田の海 | 0    | 2    |
| 嗣子鵬 | 1    | 0    | 太寿山   | 1    | 1    | 大徹   | 0    | 1    | 隆三杉   | 0    | 2    |
| 多賀竜 | 1    | 0    | 出羽の花 | 0    | 1    | 闘竜   | 0    | 2    | 服部     | 0    | 1    |
| 花乃湖 | 0    | 1    | 飛騨乃花 | 0    | 1    | 水戸泉 | 0    | 1    |          |      |      |

## 改名歴
- 今井山（いまいやま、1975年3月場所 - 1979年5月場所）
- 栃纒（とちまとい、1979年7月場所 - 1989年3月場所）